# Martin Řehák

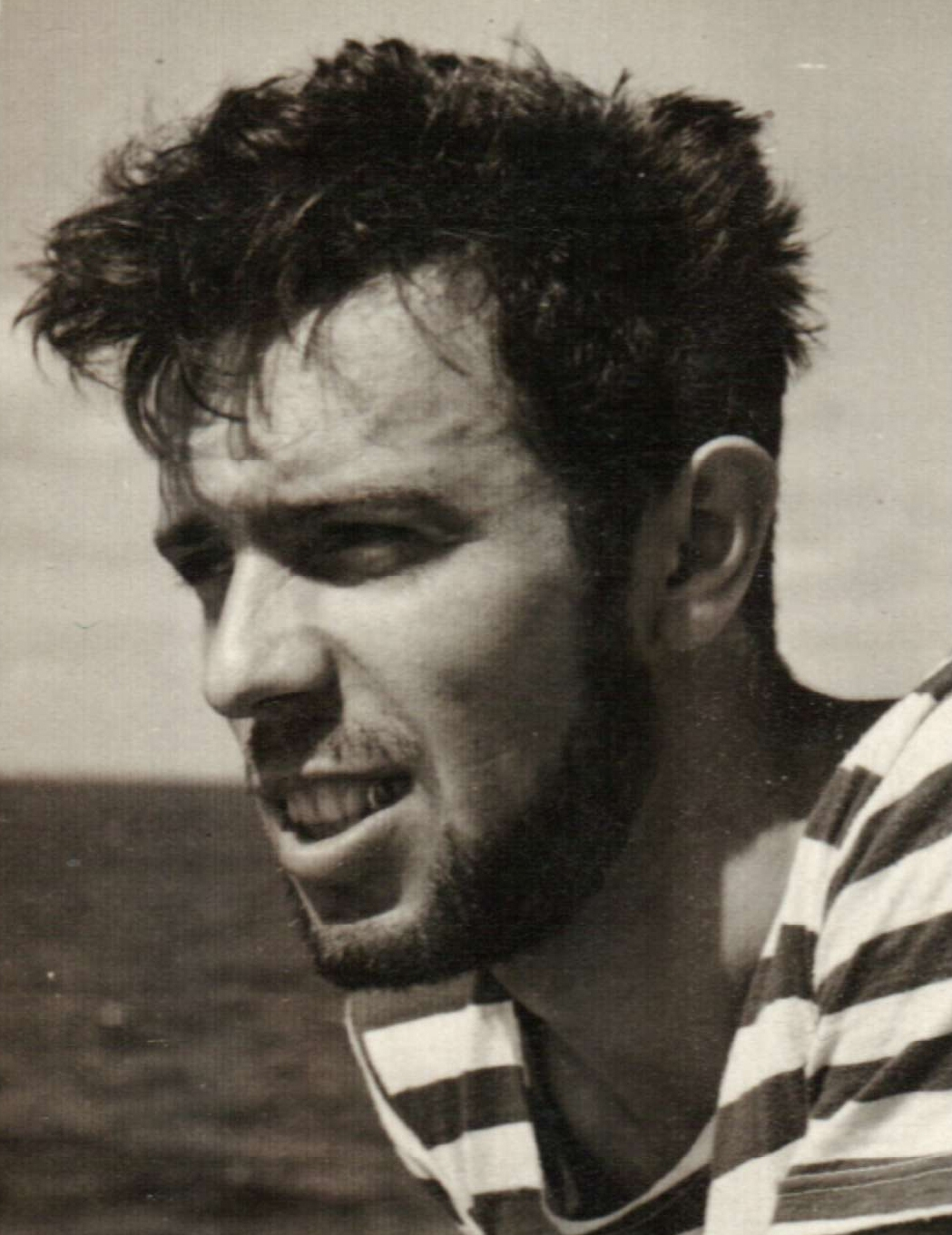
Martin Řehák, 1956

Martin Řehák (* 20. August 1933 in Hrubá Vrbka, Jihomoravský kraj; † 25. März 2010) war ein tschechoslowakischer Dreispringer.
1953 gewann er bei den Weltfestspielen der Jugend und Studenten Silber. 
Bei den Leichtathletik-Europameisterschaften 1954 in Bern und den Weltfestspielen der Jugend und Studenten 1955 holte er jeweils Bronze.
1956 wurde er bei den Olympischen Spielen in Melbourne Fünfter mit seiner persönlichen Bestleistung von 15,85 m.
Von 1955 bis 1957 wurde er dreimal in Folge Tschechoslowakischer Meister.